# Bad (Album)
Bad (englisch für etwa: „Böse“) ist das siebte Studioalbum des US-amerikanischen Popsängers Michael Jackson. Es wurde im August 1987 beim Plattenlabel Epic Records veröffentlicht und ist Jacksons drittes und letztes Album, welches von Quincy Jones produziert wurde.
Bad erreichte in über 20 Ländern die Spitze der Album-Charts, wurde bis heute über 45 Millionen Mal verkauft und zählt damit ebenfalls zu den weltweit meistverkauften Musikalben. In den USA wurden sieben, in Großbritannien und Deutschland sogar neun der insgesamt elf Songs des Albums als Single ausgekoppelt.

## Entstehung
Mit fünf Jahren Abstand erschien Bad als Nachfolger von Thriller außergewöhnlich spät; seine Veröffentlichung wurde mehrmals hinausgeschoben.
Mit dem Vorgängeralbum Thriller veröffentlichte Jackson das bis heute meistverkaufte Musikalbum. Jackson wollte, dass Bad noch erfolgreicher als Thriller wird und sich über 100 Millionen Mal verkauft. Beide Vorhaben scheiterten.

1984, einige Monate nach der Victory-Tour mit seinen Brüdern begann Jackson mit den Aufnahmen von diversen Demos, was ihn bis Ende 1985 beschäftigte. Die Ausarbeitung des Albums begann im November 1986 und die Aufnahmen fanden zwischen dem 5. Januar 1987 und dem 9. Juli 1987 in den Westlake Audio Studios statt, wo ihm eine besondere Bühne aus Holz gebaut wurde, welche ihm das Tanzen während der Aufnahmen erlaubte.

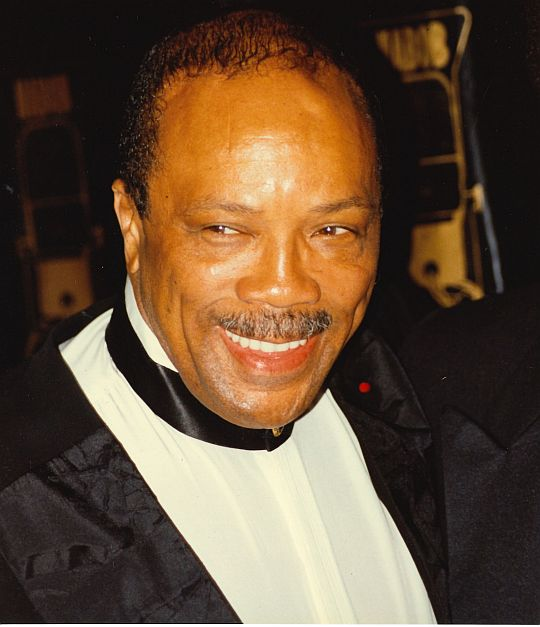
Bad war das dritte und letzte Michael-Jackson-Album, das von Quincy Jones produziert wurde.

Jackson schrieb etwa sechzig Lieder für sein neues Album. Er nahm etwa dreißig davon auf, die er ursprünglich alle auf einem 3-CD-Set veröffentlichen wollte. Jones sprach sich jedoch dafür aus, das Album auf eine 10-Titel-LP zu kürzen. Bei der Veröffentlichung des Albums wurde mit Leave Me Alone ein zusätzlicher elfter Titel exklusiv auf der CD-Version veröffentlicht, der später auch als Single ausgekoppelt wurde. Dies sollte die Verkäufe des damals noch relativ neuen Tonträgers gegenüber den herkömmlichen fördern.
Der Titelsong Bad war ursprünglich als Duett mit Prince geplant, was dieser jedoch ablehnte, da er die Meinung vertrat, der Song werde auch ohne ihn ein Hit. Später äußerte sich Prince weniger positiv und sagte, der Albumtitel sei deshalb gewählt worden, weil auf dem Albumcover zu wenig Platz für den Schriftzug Pathetic (englisch für bemitleidenswert) vorhanden gewesen sei.
Andere Künstler, die auf dem Album vertreten sein sollten, waren Diana Ross, Whitney Houston, Aretha Franklin und Barbra Streisand; doch auch mit ihnen kam keine Zusammenarbeit zustande.
Im Jahr 2012 wurde mit der von Spike Lee inszenierten Dokumentation Bad 25 die Entstehung des Albums näher erläutert.

### Besetzung
- Gesang/Hintergrundgesang: Michael Jackson
- Gesang/Hintergrundgesang: Siedah Garrett (auf I Just Can’t Stop Loving You)
- Gesang: Stevie Wonder (auf Just Good Friends)
- Hintergrundgesang: The Winans and The Andraé Crouch Choir
- E-Bass: Nathan East
- Hammond-Orgel-Solo: Jimmy Smith
- Synthesizer-Solo: Greg Phillinganes
- Schlagzeug: John Robinson, Miko Brando, Ollie E. Brown, N'dugu Chancler, Bill Bottrell, Bruce Swedien
- Schlagzeugprogrammierung: Douglas Getschal
- Gitarre: David Williams, Bill Bottrell, Eric Gale, Danny Hull, Steve Stevens, Dann Huff, Michael Landau, Paul Jackson, Jr.
- Trompete: Gary Grant, Jerry Hey
- Perkussion: Paulinho da Costa, Ollie E. Brown
- Keyboards: Stefan Stefanovic
- Saxophone: Kim Hutchcroft, Larry Williams
- Synclavier/Digital-Gitarre: Christopher Currell
- Synthesizer: John Barnes, Michael Boddicker, Greg Phillinganes, Christopher Currell, Rhett Lawrence, David Paich
- Piano: John Barnes
- Synthesizerprogrammierung: Larry Williams, Eric Persing, Steve Porcaro
- Midi Saxophone-Solo: Larry Williams

## Stil und Inhalt

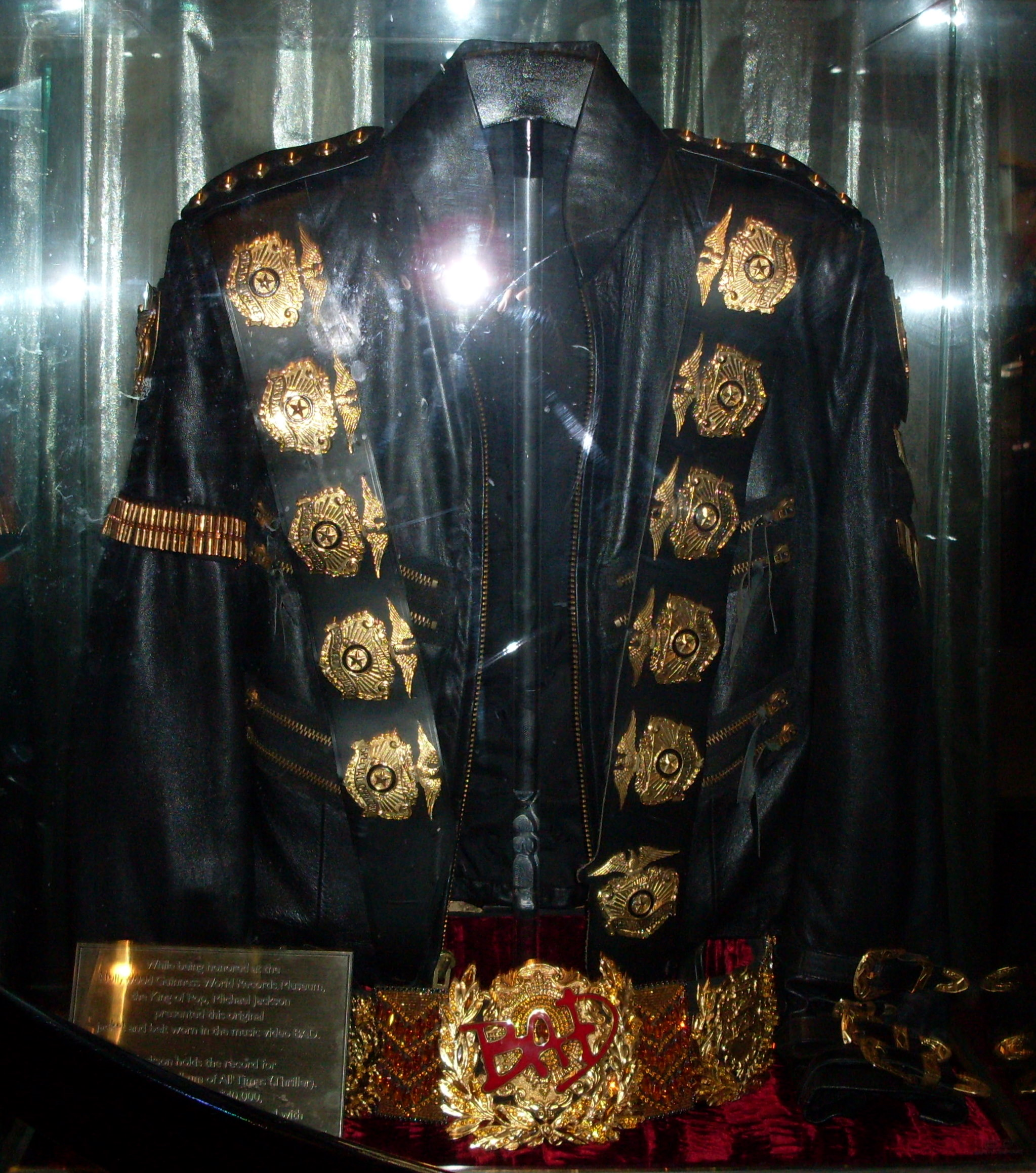
Für einen kantigeren Look trug Jackson während der Bad-Ära eine Echtgold-verzierte Jacke im Militär-Stil mit Gürtel.

Der Albumtitel Bad bedeutet nicht, wie oftmals vermutet wird, „schlecht“, sondern ist im Sprachgebrauch der US-amerikanischen Jugend auch ein Ausdruck für „cool“, „In-Sein“, „dazugehören“, „anerkannt sein“.
Das Lied Bad ist ein Popsong mit R&B- und Funk-Einflüssen. Es steht in a-Moll und hat einen 4/4-Takt. Jackson singt in einer Stimmlage von E4 bis C6. Das Tempo beträgt ca. 112 beats per minute.
Mit Dirty Diana nahm Jackson auch erneut einen Rocksong, vergleichbar mit Beat It von Thriller, auf.
Thematisch drehen sich die Titel auf Bad etwa um die Vorurteile der Medien (Leave Me Alone), Paranoia (Speed Demon), Rassismus, Romantik (Liberian Girl, I Just Can’t Stop Loving You), Selbstverwirklichung (Bad) und Weltfrieden (Another Part of Me, Man in the Mirror).

## Covergestaltung
Das aufklappbare Plattencover zeigt Jackson in schwarzer Kleidung, er schaut den Betrachter direkt an. Der Albumtitel BAD sticht in rot hervor. Auf der Innenseite des aufgeklappten Albums ist er auf acht Abbildungen mit verschiedenen seiner typischen Tanzschritte abgebildet. Das Inlay enthält sämtliche Songtexte und Produktionsdaten.
Es gab ein alternatives Covershooting im Stil der 1930er Jahre. Als Vorlage diente ein Vogue-Foto von Gloria Swanson.

## Titelliste
1. Bad (Michael Jackson) – 4:06
2. The Way You Make Me Feel (Michael Jackson) – 4:58
3. Speed Demon (Michael Jackson) – 4:01
4. Liberian Girl (Michael Jackson) – 3:53
5. Just Good Friends (Duett mit Stevie Wonder) (Terry Britten, Graham Lyle) – 4:05
6. Another Part of Me (Michael Jackson) – 3:53
7. Man in the Mirror (Glen Ballard, Siedah Garrett) – 5:18
8. I Just Can’t Stop Loving You (Duett mit Siedah Garrett) (Michael Jackson) – 4:13
9. Dirty Diana (Michael Jackson) – 4:52
10. Smooth Criminal (Michael Jackson) – 4:16
11. Leave Me Alone (Michael Jackson) – 4:37

## Kritik
Laut dem Rolling-Stone-Magazin war Bad das bessere Album als Thriller. Auch wenn Songs wie Billie Jean fehlten, waren die „Füllstücke“ besser als auf Thriller: „Lieder wie Speed Demon, Dirty Diana und Liberian Girl wurden von Jackson selber geschrieben, was Bad insgesamt reicher, sexier und besser als das Füllmaterial auf Thriller machte.“

## Auszeichnungen
Hatte Jackson 1984 in der Thriller-Ära noch mit acht Grammy-Auszeichnungen einen neuen Rekord aufgestellt, wurde Bad nur zweimal mit einem Grammy ausgezeichnet.
Auf der Liste der 500 bedeutendsten Alben aller Zeiten der Musikzeitschrift Rolling Stone belegte es Rang 202 (gegenüber Thrillers Rang 20).

## Kommerzieller Erfolg

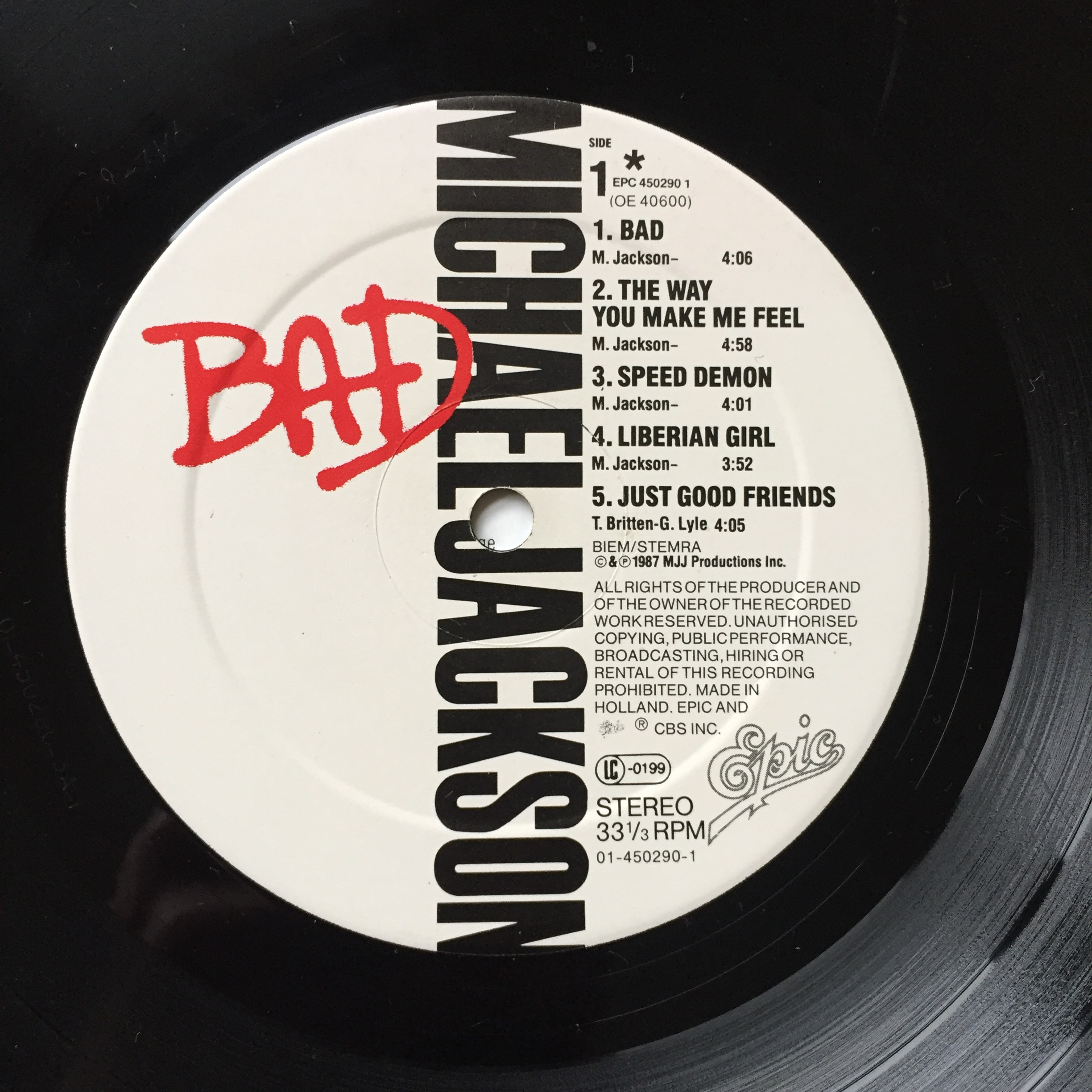
Label der LP

Es war das erste Jackson-Album, das direkt auf Position Nummer 1 der amerikanischen Charts einstieg. In den USA erhielt Jackson 1994 die achte Platin-Auszeichnung für Bad. Somit hatte sich das Album dort bis zu diesem Zeitpunkt bereits 8 Millionen Mal verkauft. Mittlerweile wurde das Album für über 11 Millionen verkaufte Einheiten mit 11-fach Platin ausgezeichnet (Stand: März 2025).
In Großbritannien verkaufte sich Bad innerhalb der ersten Woche nach Erscheinen rund 500.000 Mal (diese Zahl wurde erst über 10 Jahre später durch Oasis’ Be Here Now übertroffen). Mittlerweile wurde das Album für 3,9 Millionen verkaufte Einheiten mit 13-fach Platin ausgezeichnet. Somit ist es Jacksons zweiterfolgreichste Platte und das neunterfolgreichste Album in Großbritannien.
Ferner wurden in Großbritannien und weiteren großen Teilen Europas neun der insgesamt elf Songs als Singles ausgekoppelt, während es in den USA sieben waren. Dort war die letzte Singleauskopplung Smooth Criminal, in Europa folgten zusätzlich Leave Me Alone und Liberian Girl. Vom Titel Speed Demon gab es lediglich einige wenige Exemplare, die nur zu Promotionzwecken für den Film Moonwalker dienten. Den ersten Platz in den britischen Singlecharts konnte jedoch nur I Just Can’t Stop Loving You erreichen.
In den USA ist Bad das Album mit den meisten Nummer-eins-Singles in den Billboard-Charts. Die ersten fünf Auskopplungen I Just Can’t Stop Loving You (als Vorabsingle und ohne Videoclip veröffentlicht), Bad, The Way You Make Me Feel, Man in the Mirror und Dirty Diana schafften es alle auf die Spitzenposition. Zusätzlich erreichte Smooth Criminal in einigen Ländern die Nummer 1 der Charts und in den USA Platz 7. Dieser Rekord wurde erst im Jahr 2012 von Katy Perry mit ihrem Album Teenage Dream eingestellt.

### Album-Charts
| ChartsChartplatzierungen       | Höchstplatzierung | Wochen |
| ------------------------------ | ----------------- | ------ |
| Deutschland (GfK)              | 1 (135 Wo.)       | 135    |
| Österreich (Ö3)                | 1 (78 Wo.)        | 78     |
| Schweiz (IFPI)                 | 1 (63 Wo.)        | 63     |
| Vereinigte Staaten (Billboard) | 1 (166 Wo.)       | 166    |
| Vereinigtes Königreich (OCC)   | 1 (180 Wo.)       | 180    |

| ChartsJahrescharts (1987)    | Platzierung |
| ---------------------------- | ----------- |
| Deutschland (GfK)            | 8           |
| Österreich (Ö3)              | 17          |
| Schweiz (IFPI)               | 15          |
| Vereinigtes Königreich (OCC) | 1           |

| ChartsJahrescharts (1988)      | Platzierung |
| ------------------------------ | ----------- |
| Deutschland (GfK)              | 3           |
| Österreich (Ö3)                | 2           |
| Schweiz (IFPI)                 | 4           |
| Vereinigtes Königreich (OCC)   | 3           |
| Vereinigte Staaten (Billboard) | 5           |

| ChartsJahrescharts (1989) | Platzierung |
| ------------------------- | ----------- |
| Deutschland (GfK)         | 27          |

### Single-Charts
| Jahr | Titel                        | Höchstplatzierung, Gesamtwochen/‑monate, AuszeichnungChartplatzierungen (Jahr, Titel, , Platzierungen, Wochen/Monate, Auszeichnungen, Anmerkungen) | Höchstplatzierung, Gesamtwochen/‑monate, AuszeichnungChartplatzierungen (Jahr, Titel, , Platzierungen, Wochen/Monate, Auszeichnungen, Anmerkungen) | Höchstplatzierung, Gesamtwochen/‑monate, AuszeichnungChartplatzierungen (Jahr, Titel, , Platzierungen, Wochen/Monate, Auszeichnungen, Anmerkungen) | Höchstplatzierung, Gesamtwochen/‑monate, AuszeichnungChartplatzierungen (Jahr, Titel, , Platzierungen, Wochen/Monate, Auszeichnungen, Anmerkungen) | Höchstplatzierung, Gesamtwochen/‑monate, AuszeichnungChartplatzierungen (Jahr, Titel, , Platzierungen, Wochen/Monate, Auszeichnungen, Anmerkungen) | Höchstplatzierung, Gesamtwochen/‑monate, AuszeichnungChartplatzierungen (Jahr, Titel, , Platzierungen, Wochen/Monate, Auszeichnungen, Anmerkungen) | Höchstplatzierung, Gesamtwochen/‑monate, AuszeichnungChartplatzierungen (Jahr, Titel, , Platzierungen, Wochen/Monate, Auszeichnungen, Anmerkungen) | Anmerkungen                                                                  |
| Jahr | Titel                        | DE | AT | CH | UK | US | R&B | Dance | Anmerkungen                                                                  |
| ---- | ---------------------------- | --- | --- | --- | --- | --- | --- | --- | ---------------------------------------------------------------------------- |
| 1987 | I Just Can’t Stop Loving You | DE2 (14 Wo.)DE | AT5 (3½ Mt.)AT | CH2 (15 Wo.)CH | UK1 Silber · (12 Wo.)UK | US1 Gold · (14 Wo.)US | R&B1 (11 Wo.)R&B | — | Erstveröffentlichung: 20. Juli 1987 Verkäufe: + 1.509.000 mit Siedah Garrett |
| 1987 | Bad                          | DE4 (25 Wo.)DE | AT9 (4 Mt.)AT | CH3 (16 Wo.)CH | UK3 Platin · (21 Wo.)UK | US1 Platin · (14 Wo.)US | R&B1 (11 Wo.)R&B | Dance1 (13 Wo.)Dance | Erstveröffentlichung: 7. September 1987 Verkäufe: + 2.180.000                |
| 1987 | The Way You Make Me Feel     | DE12 (17 Wo.)DE | AT15 (3 Mt.)AT | CH8 (13 Wo.)CH | UK3 Platin · (19 Wo.)UK | US1 ×2Doppelplatin · (18 Wo.)US | R&B1 (13 Wo.)R&B | Dance3 (14 Wo.)Dance | Erstveröffentlichung: 9. November 1987 Verkäufe: + 3.040.000                 |
| 1988 | Man in the Mirror            | DE23 (14 Wo.)DE | AT10 (6½ Mt.)AT | CH22 (3 Wo.)CH | UK2 ×2Doppelplatin · (30 Wo.)UK | US1 ×3Dreifachplatin · (17 Wo.)US | R&B1 (14 Wo.)R&B | Dance29 (7 Wo.)Dance | Erstveröffentlichung: 16. Januar 1988 Verkäufe: + 4.530.000                  |
| 1988 | Dirty Diana                  | DE3 (31 Wo.)DE | AT7 (8 Mt.)AT | CH3 (21 Wo.)CH | UK4 Platin · (18 Wo.)UK | US1 Platin · (14 Wo.)US | R&B5 (13 Wo.)R&B | — | Erstveröffentlichung: 18. April 1988 Verkäufe: + 1.695.000                   |
| 1988 | Another Part of Me           | DE10 (14 Wo.)DE | AT20 (1½ Mt.)AT | CH5 (8 Wo.)CH | UK15 (6 Wo.)UK | US11 (13 Wo.)US | R&B1 (14 Wo.)R&B | — | Erstveröffentlichung: 11. Juli 1988                                          |
| 1988 | Smooth Criminal              | DE9 Gold · (30 Wo.)DE | AT17 (4 Mt.)AT | CH5 (22 Wo.)CH | UK8 Platin · (24 Wo.)UK | US7 ×2Doppelplatin · (15 Wo.)US | R&B2 (15 Wo.)R&B | Dance13 (9 Wo.)Dance | Erstveröffentlichung: 24. Oktober 1988 Verkäufe: + 3.369.000                 |
| 1989 | Leave Me Alone               | DE16 (12 Wo.)DE | AT15 (2½ Mt.)AT | CH10 (7 Wo.)CH | UK2 Silber · (13 Wo.)UK | — | — | — | Erstveröffentlichung: 13. Februar 1989 Verkäufe: + 200.000                   |
| 1989 | Liberian Girl                | DE23 (24 Wo.)DE | — | CH12 (11 Wo.)CH | UK13 (7 Wo.)UK | — | — | — | Erstveröffentlichung: 3. Juli 1989                                           |

### Auszeichnungen für Musikverkäufe
| Land/Region                  | Auszeichnungen für Musikverkäufe (Land/Region, Auszeichnung, Verkäufe) | Verkäufe    |
| ---------------------------- | ---------------------------------------------------------------------- | ----------- |
| Australien (ARIA)            | 6× Platin                                                              | 420.000     |
| Brasilien (PMB)              | —                                                                      | 1.100.000   |
| Dänemark (IFPI)              | 4× Platin                                                              | (80.000)    |
| Deutschland (BVMI)           | 4× Platin                                                              | (2.000.000) |
| Europa (IFPI)                | Platin                                                                 | 10.500.000  |
| Finnland (IFPI)              | Gold                                                                   | (51.287)    |
| Frankreich (SNEP)            | Diamant                                                                | (1.000.000) |
| Hongkong (IFPI/HKRIA)        | Platin                                                                 | 20.000      |
| Indien (IMI)                 | —                                                                      | 200.000     |
| Irland (IRMA)                | —                                                                      | (120.000)   |
| Israel (IFPI)                | Gold                                                                   | 20.000      |
| Italien (FIMI)               | 2× Platin                                                              | (1.000.000) |
| Japan (RIAJ)                 | Gold                                                                   | 100.000     |
| Mexiko (AMPROFON)            | 3× Platin (2004) · + 3× Gold (2009)                                    | 1.100.000   |
| Kanada (MC)                  | Diamant                                                                | 1.000.000   |
| Neuseeland (RMNZ)            | 9× Platin                                                              | 135.000     |
| Niederlande (NVPI)           | Platin                                                                 | (500.000)   |
| Norwegen (IFPI)              | Platin                                                                 | (100.000)   |
| Österreich (IFPI)            | 4× Platin                                                              | (200.000)   |
| Polen (ZPAV)                 | Gold (Bad 25)                                                          | (10.000)    |
| Portugal (AFP)               | Platin                                                                 | (40.000)    |
| Schweden (IFPI)              | 2× Platin                                                              | (200.000)   |
| Schweiz (IFPI)               | 2× Platin                                                              | (100.000)   |
| Singapur (RIAS)              | Gold                                                                   | 35.000      |
| Spanien (Promusicae)         | 3× Platin                                                              | (300.000)   |
| Thailand (TECA)              | Gold                                                                   | 25.000      |
| Vereinigte Staaten (RIAA)    | 11× Platin                                                             | 11.000.000  |
| Vereinigtes Königreich (BPI) | 14× Platin                                                             | (4.200.000) |
| Insgesamt                    | 7× Gold · 60× Platin · 3× Diamant ·                                    | 25.655.000  |

Hauptartikel: Michael Jackson/Auszeichnungen für Musikverkäufe

## Nachbearbeitungen und spätere Veröffentlichungen
Das Album wurde im Laufe der Zeit mehrfach auf den Markt gebracht, teilweise auch mit diversen Änderungen am Songmaterial. Im November 2001 wurde eine Special Edition des Albums veröffentlicht. Diese enthält:
- Drei ursprünglich unveröffentlichte Songs:

1. Streetwalker – 5:49
2. Todo Mi Amor Eres Tu (I Just Can’t Stop Loving You in spanischer Textversion) – 4:04
3. Fly Away – 3:26

- Ein Interview mit dem Produzenten Quincy Jones zur Produktion des ursprünglichen Albums, welches schrittweise zwischen einzelnen Songs eingespielt ist.
- Ein 20-seitiges Booklet mit den Songtexten sowie zuvor unveröffentlichten Fotos.

Das von Jackson geschriebene Lied Streetwalker sollte ursprünglich auf dem Album anstelle von Another Part of Me Platz finden. Quincy Jones wollte Another Part of Me, während Jackson Streetwalker favorisierte. Ebenso gab es Unstimmigkeiten bei dem Song Smooth Criminal; Jones lehnte es ab, den Song auf dem Album zu veröffentlichen; letztendlich setzte sich aber Jacksons Meinung durch.
Der Original-Mix von Bad wurde hier erstmals ersetzt durch den 7" Single Mix (beide 4:06). Der größte Unterschied ist dabei das Fehlen der Hörner, die im ursprünglichen Mix in jedem Refrain – außer den letzten beiden – noch zu hören waren. Die Rhythmusgitarre in den Refrains ist zusammen mit den Hi-hats lauter gemischt als ursprünglich vorgesehen.
The Way You Make Me Feel wurde durch einen vollständigen Remix, der bereits für die Single verwendet wurde, mit lauterem Gesang und Improvisierungen Jacksons während des Endes ersetzt.
Der Song I Just Can’t Stop Loving You hatte auf der Erstveröffentlichung auf Vinyl eine andere Einleitung. Der Titel beginnt mit einer leicht genuschelten ca. 20 Sekunden langen gesprochenen Liebeserklärung von Michael Jackson. Erst danach setzt die von späteren Veröffentlichungen bekannte Musik des Titels ein. Auch auf der Single ist die gesprochene Einleitung zu hören. Diese wurde bei allen Wiederveröffentlichungen von Bad gestrichen. Es existiert mit Je Ne Veux Pas La Fin De Nous eine französische Version des Songs, die jedoch im Gegensatz zur spanischen Version mit dem Namen Todo Mi Amor Eres Tu zunächst nicht veröffentlicht wurde, sondern seit ca. 2000/2001 lediglich als Schwarzkopie im Internet kursierte. Je Ne Veux Pas La Fin De Nous erschien offiziell erst 2012 auf Bad 25. Duettpartnerin ist, im Gegensatz zur englischen sowie spanischen Version des Songs nicht Siedah Garrett, sondern Christine Decroix.
Bei Dirty Diana wurde der 4:42 lange Single Edit anstatt der ursprüngliche Albumversion (4:52) verwendet.
Auch das Lied Smooth Criminal wurde für die Wiederveröffentlichung neu gemischt.
Die oben beschriebenen Änderungen wurden auch für die Jubiläumsedition zum 25. Jahrestag von Bad übernommen.

## Tournee

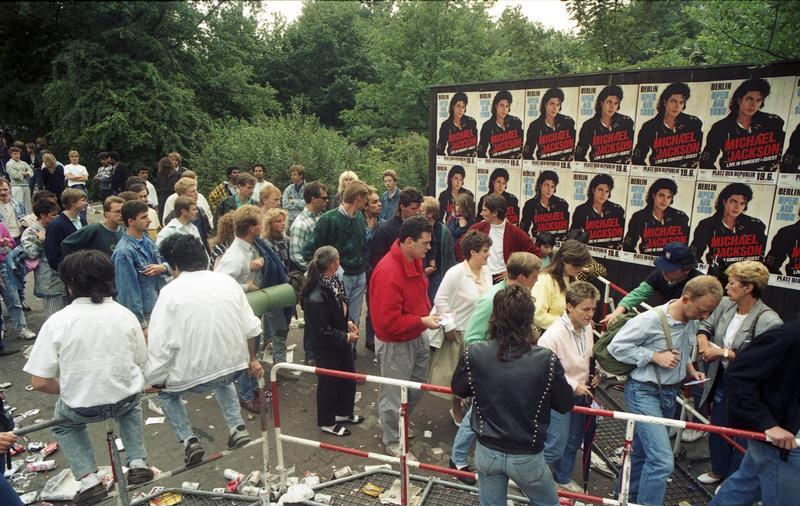
Wartende beim Bad-Konzert in Berlin

Die Bad World Tour war von September 1987 bis Januar 1989 die erste Welttournee von Michael Jackson als Solokünstler. Die Tournee war aus kommerzieller Sicht sehr erfolgreich und wurde von 4,4 Millionen Zuschauern besucht. Die Bad-Tour spielte insgesamt 125 Millionen US-Dollar ein; damit war diese die damals erfolgreichste Tournee und wurde erst von Jacksons HIStory World Tour im Jahr 1997 übertroffen.

## Verschiedenes
- Der US-amerikanische Komiker Weird Al Yankovic veröffentlichte ein Album Even Worse mit der Single (inklusive Videoclip) Fat.[37]
- 1988 parodierte die Satirezeitschrift MAD das Album BAD auf dem Titelbild sowie mit einem humoristischen Artikel unter dem Titel „SAD“.